# Lothar Strehlau
Lothar Strehlau (* 14. Oktober 1944) ist ein ehemaliger deutscher Fußballtrainer.

## Karriere als Trainer
Nach der Entlassung von Horst Franz beim KSC Ende Januar 1983 musste ein neuer Übungsleiter für das Team gefunden werden. Namhafte Trainer wie Friedel Rausch, Rudi Gutendorf und Max Merkel lehnten Angebote ab, daher sollte Co-Trainer Strehlau die Mannschaft bis Saisonende übernehmen. Der damalige Kultusminister Gerhard Mayer-Vorfelder versicherte ihm, dass er danach seine Stelle im Schuldienst wieder antreten könne. Die Mannschaft stieg zu Saisonende aus der Bundesliga ab. In der Saison 1990/91 war Strehlau Trainer des Oberligisten FV 09 Weinheim/Bergstraße. Hier gelang ihm die Sensation in der 1. DFB-Pokal-Hauptrunde mit einem 1:0-Sieg gegen den amtierenden Deutschen Meister FC Bayern München. In der zweiten Runde folgte das Aus gegen den Zweitligisten Rot-Weiss Essen. Von 2009 bis 2023 arbeitete Strehlau als Scout für den Karlsruher SC.

## Sonstiges
Von 1965 bis 2009 war Strehlau Sportlehrer an der Hauptschule Durmersheim. Heute betreibt er eine Fußballschule.